# Raoul
Raoul (maori: Rangitahua) – największa i najdalej wysunięta na północ wyspa z grupy wysp wulkanicznych Kermadec, w kształcie kowadła. Istniejący na niej wulkan był źródłem intensywnej aktywności wulkanicznej w ciągu ostatnich kilku tysięcy lat. Powierzchnia wyspy, włączając przybrzeżne wysepki i skały, to 29,38 km². Najwyższym wzniesieniem jest Moumoukai Peak o wysokości 516 m.

## Historia
Na wyspie Raoul odkryto polinezyjskie kamienne narzędzia, co wskazuje na  prehistoryczne osadnictwo. Jednak podczas jej odkrycia przez zachodnich żeglarzy wyspa była niezamieszkana.
Od 27 maja do 16 czerwca 1917 niemiecki rajder SMS „Wolf”, pod dowództwem Karla Augusta Nergera kotwiczył w chronionej zatoce w celu podjęcia remontu i obsługi silnika.